# Normocitna anemija
Normocitna anemija je vsaka slabokrvnost, kateri je prostornina rdečih krvničk v normalnem območju. Pogosto se pojavlja pri ljudeh, starejših od 85 let. Pojavnost narašča s starostjo; pri starejših od 85 let znaša že 44 odstotkov. Glede na razvrstitev anemij po prostornini eritrocitov je normocitna anemija najpogostejša.

## Vrednosti
Normocitna anemija je opredeljena s povprečnim korposkularnim volumnom eritrocitov od 80 do 100 fl.

## Vzroki
Normocitna anemija lahko nastopi zaradi:
- zavrte proizvodnje normalno velikih rdečih krvičk (npr. slabokrvnost zaradi kronične bolezni, aplastična anemija ...)
- povečanega propadanja oziroma izgube rdečih krvničk (npr. hemoliza, krvavitev)
- nekompenziranega porasta prostornine krvne plazme (npr. nosečnost, presežna količina telesnih tekočin)
- pomanjkanja riboflavina [3]
- pomanjkanja piridoksina [3]
- mešanih vzrokov, ki sicer posamezno nekateri povzročajo mikrocitno, drugi pa makrocitno anemijo.[2]